# Lernahowit (Lorri)
Lernahowit – wieś w Armenii, w prowincji Lorri. W 2011 roku liczyła 1302 mieszkańców.